# Conan le Cimmérien, volume 1
Conan le Cimmérien, volume 1 (1932-1933) est le premier volume d'une réédition des histoires de Conan écrites par Robert E. Howard. Ce volume est la traduction  de The Coming of Conan the Cimmerian (Del Rey Books, décembre 2003), dirigé par Patrice Louinet, qui est également le maître d'œuvre du volume français. Cette édition s'appuie sur les textes de Howard seul, d'après ses manuscrits (ou les premières publications originales lorsque ceux-ci n'existent plus). Les textes sont débarrassés des ajouts, réécritures et censures apocryphes de Lyon Sprague de Camp et Lin Carter.
Il est suivi de Conan : L'Heure du dragon et Conan : Les Clous rouges.

## Contenu du recueil
- Introduction (Patrice Louinet)
- Cimmérie (Cimmeria) (1932) (poème)
- Le Phénix sur l’épée (The Phoenix on the Sword) (1932)
- La Fille du Géant du gel (The Frost-Giant's Daughter) (1932)
- Le Dieu dans le sarcophage (The God in the Bowl) (1932)
- La Tour de l’Éléphant (The Tower of the Elephant) (1933)
- La Citadelle écarlate (The Scarlet Citadel) (1933)
- La Reine de la Côte noire (Queen of the Black Coast) (1933)
- Le Colosse noir (Black Colossus) (1933)
- Chimères de Fer dans la clarté lunaire (Iron Shadows in the Moon) (1933)
- Xuthal la crépusculaire (Xuthal of the Dusk) (1933)
- Le Bassin de l’homme noir (The Pool of the Black One) (1933)
- La Maison aux trois bandits (Rogues in the House) (1933)
- La Vallée des femmes perdues (The Vale of Lost Women) (1933)
- Le Diable d’airain (The Devil in Iron) (1933)
- Appendices :
  - Le Phénix sur l’épée (version rejetée par Weird Tales)
  - Glossaire des personnages et des pays
  - Notes sur divers peuples de l’Âge Hyborien
  - L’Âge Hyborien
  - Synopsis sans titre
  - La Citadelle écarlate (synopsis)
  - Le Colosse noir (synopsis)
  - Histoire inachevée, sans titre
  - Synopsis sans titre
  - Histoire inachevée, sans titre
  - Cartes du Monde Hyborien
  - Une Genèse Hyborienne, première partie (essai sur la création du personnage et les nouvelles, par Patrice Louinet)

## Publication
- Édition cartonnée en octobre 2007 chez Bragelonne.  (ISBN 978-2-35294-117-0).
- Réédition brochée en avril 2008 chez Bragelonne.
- Nouvelle édition le 9 janvier 2019 chez Le Livre de Poche[1].

- Traduction de l'anglais (États-Unis) par Patrice Louinet et François Truchaud.